# Donna Martin
 (juillet 2023).
Si vous disposez d'ouvrages ou d'articles de référence ou si vous connaissez des sites web de qualité traitant du thème abordé ici, merci de compléter l'article en donnant les références utiles à sa vérifiabilité et en les liant à la section « Notes et références ».
Donna Martin Silver est un personnage de fiction qui apparaît dans la série télévisée Beverly Hills 90210 et dans la première saison de la série dérivée 90210 Beverly Hills : Nouvelle Génération et est interprétée par Tori Spelling.

## Histoire du personnage
Dans la première saison, Donna est la meilleure amie de Kelly Taylor. Pendant la première partie de la saison, le personnage de Donna a eu un rôle de soutien, mais est progressivement devenu un personnage principal avec ses propres intrigues. Donna a grandi dans une famille très riche de Beverly Hills, elle est la seul enfant du Dr John Martin, un médecin à succès et de sa mère Felice Martin. La famille de Donna est catholique. Pour cette raison, Donna est restée vierge par choix pendant une grande partie de la série, jusqu'à ce qu'elle soit à l'université.
Au lycée, Donna a découvert qu'elle était dyslexie. Elle a également failli ne pas obtenir son diplôme après avoir été surprise en train de boire de l'alcool au bal de fin d'année. Une manifestation étudiante pour la soutenir a été mise en place, et le slogan de ses camarades de classe était "Donna Martin diplômés!".
Donna a été diplômée de l'université de Californie avec un diplôme en mode et marketing et dirigera plus tard sa propre boutique de mode. Dans la dernière saison, Donna a découvert que sa cousine Gina était en fait sa demi-sœur. Puis, lorsque le père de Donna est décédé, elle a blâmé Gina pour sa mort, mais elles se sont finalement réconciliés lors des funérailles.
À la fin des années 1990, elle et sa meilleure amie Kelly ont ouvert un magasin de vêtements.

### Relations
Donna a d'abord eu une relation avec David Silver au lycée, après être allée danser ensemble. Après être restée ensemble pendant quelques mois, David a essayé d'avoir des relations sexuelles avec Donna, Donna a alors admis être vierge et a révélé qu'elle voulait attendre le mariage. David a accepté de respecter son souhait et ils ont continué à sortir ensemble. David a trompé Donna l'été suivant, mais il s'est excusé. Enfin, au bal de fin d'année, Donna a accepté de coucher avec David, mais a ensuite été surprise en train de boire et sa punition a perturbé leurs plans.
L'année suivante, la pression de David l'a finalement poussé à accepter d'avoir des relations sexuelles, mais elle a changé d'avis à la dernière minute, et David s'est énervé et a rompu avec elle. David a alors commencé à consommer la drogue, notamment du crystal meth. et quand Donna l'a découvert, elle a essayé de l'aider. À cause de cela, Donna s'est remise avec David. Cependant, quelques mois plus tard, Donna a trouvé David à l'arrière d'une limousine, en train de coucher avec quelqu'un d'autre et ils se sont à nouveau séparés.
L'année suivante, après être entrée à l'université, Donna a rencontré Griffin Stone et ils ont commencé à sortir ensemble. Donna a eu une relation amoureuse avec Ray Pruit, un ouvrier du bâtiment et chanteur en herbe. Donna sortait avec Griffin Stone alors qu'elle parlait à Ray Pruit. Donna était alors coincée avec les deux garçons mais ne savait pas lequel choisir. Elle a ensuite largué Griffin Stone après qu'il a essayé de coucher avec elle. Ray a accepté de respecter la virginité de Donna et a écrit une chanson pour elle. Ray a dit à Donna qu'il n'allait pas la forcer à faire quoi que ce soit qui la mettrait mal à l'aise.
Quelques mois plus tard, un homme du nom de Garret Slan a tenté de la violer à coups de couteau. Elle a été sauvée par David, mais elle et Ray ont continué de sortir ensemble. Donna et Ray ont passé les vacances ensemble et leur relation est devenue plus intime. Donna est sortie avec Ray pendant un an, mais il est finalement devenu violent. Il l'a poussé dans un escalier à Palm Springs mais elle a menti sur ce qui s'était passé. Ce n'est que lorsqu'elle a appris que Ray l'avait trompée avec Valérie Malone qu'elle a rompu avec lui. Elle s'est ensuite mise avec Joe Bradley. Ray est devenu jaloux et a alors commencé à harceler le couple, mais a finalement d'abandonné puis il a quitté la ville.
Enfin, lors de leur soirée de remise des diplômes universitaires, Donna et David ont eu une relations sexuelles et se sont finalement réconciliés. Le couple a emménagé ensemble mais la réconciliation n'a pas duré longtemps et Donna a de nouveau quitté David après qu'il a falsifié un chèque à son nom. Donna a ensuite eu une romance avec Noah Hunter, mais cela a finalement pris fin et dans la dernière saison, elle s'est remise avec David et le couple s'est marié lors de l'épisode en 2000.

### 90210 Beverly Hills: Nouvelle Génération
Dans l'épisode 4 du spin-off 90210 Beverly Hills : Nouvelle Génération, alors d'une conversation entre Kelly et Brenda elles mentionnent que Donna a un bébé et qu'il est "si mignon". Il est révélé que Donna est revenue à Beverly Hills après avoir connu une période difficile dans sa relation avec David. Plus tard, Donna se retrouve face à un dilemme lorsqu'elle doit décider entre retourner au Japon et être avec David ou retourner à Beverly Hills et amener leur fille, Ruby, avec elle.

### Beverly Hills: BH90210
Tori Spelling est revenue dans la famille « 90210 » en rejoignant le casting du nouveau reboot « BH90210 ». Elle, comme le reste de la distribution, joue une version fictive d’elle-même.

## Réception
Tori Spelling a souvent été accusée d'avoir obtenu le rôle de Donna Martin en raison de son père Aaron Spelling, le créateur et producteur exécutif de Beverly Hills 90210,,. Le personnage est devenu une partie d'un mème populaire appelé "Diplômés de Donna Martin",,.

## Les références
1. ↑  Masket, « How Donna Martin graduated », Vox, 7 juin 2018 (consulté le 29 juin 2018)
2. ↑  Aoife Kelly, « Tori Spelling admits getting Shannon Doherty fired from Beverly Hills 90210 and lending her dress stained with 'virgin blood' for photoshoot », The Independent,‎ 4 octobre 2015 (lire en ligne, consulté le 14 août 2017)
3. ↑  Kate Aurthur, « On 'So Notorious,' Tori Spelling Mocks Herself Before You Can », The New York Times,‎ 30 mars 2006 (lire en ligne, consulté le 19 août 2017)
4. ↑  John Lippman, « Spelling Demands Apology for '90210' Parody on 'Edge' : Television: The Fox network is in the position of having offended its top program supplier. », Los Angeles Times,‎ 19 octobre 1992 (lire en ligne, consulté le 14 août 2017)
5. ↑  Katey Rich, « 90210 Will Never Be the Same After You Read What Jason Priestley is About to Tell You », Vanity Fair,‎ 8 mai 2014 (lire en ligne, consulté le 14 août 2017)
6. ↑  « Six Most Memorable Moments of (the Original) Beverly Hills, 90210 », People,‎ 2 septembre 2010 (lire en ligne, consulté le 14 août 2017)
7. ↑  Greco, « Tori Spelling on the 20th Anniversary of 90210's 'Donna Martin Graduates' Episode », Vulture.com, 10 mai 2013 (consulté le 14 août 2017)